# Leonardo Rodríguez Alcaine
Leonardo Rodríguez Alcaine (Texcoco, Estado de México, 1 de mayo de 1919 - Ciudad de México, Distrito Federal, 6 de agosto de 2005) fue un líder sindical y político mexicano, miembro del Partido Revolucionario Institucional, líder de los electricistas y Secretario General de la Confederación de Trabajadores de México de 1997 a 2005.
Curso estudios de ingeniería en el Instituto Politécnico Nacional. A los 19 años de edad ingresó como trabajador de la Comisión Federal de Electricidad, una empresa gubernamental de suministro eléctrico en México. En la CFE Rodríguez Alcaine pronto se integró en la estructura del Sindicato Único de Trabajadores Electricistas de la República Mexicana del que se convirtió en líder y durante 24 años fue legislador, dos periodos como senador de la República y cuatro como diputado federal.
En 1997 se convirtió en líder de la CTM a la muerte de Fidel Velázquez y presidió la organización hasta su muerte en 2005; Joaquín Gamboa Pascoe lo sucedió en el cargo de secretario General de la CTM y Victor Fuentes del Villar en el SUTERM. Siempre mantuvo su fidelidad al Partido Revolucionario Institucional y poco antes de su muerte había manifestado públicamente su apoyo como siempre al que fuera candidato del PRI a la Presidencia de la República en este caso Roberto Madrazo Pintado.
Rodríguez Alcaine era conocido popularmente como La Güera, apodo que, según algunas versiones, le fue impuesto por Adolfo López Mateos. También le llamaban el cuñado de los periodistas, por el vocabulario vulgar y altisonante que utilizaba para contestar las preguntas de los periodistas que lo abordaban.[cita requerida]